# Bennett Hill
John Bennett Hill (New York, 1893. május 31. – Los Angeles, 1977. december 9.) amerikai autóversenyző.

## Pályafutása
Az 1920-as és 30-as években volt aktív versenyző.
66 AAA-bajnoki futamon vett részt, melyeken öt győzelmet ért el.
Nyolc alkalommal állt rajthoz az Indianapolisi 500 mérföldes viadalon. Legjobb eredményét az 1924-es futamon érte el, amikor is az ötödik helyen ért célba.

## Eredményei

### Indy 500
| Év       | Rajtszám | Rajthely | Eredmény | Körök | Élen | Kiesés oka |
| -------- | -------- | -------- | -------- | ----- | ---- | ---------- |
| 1920     | 7        | 8        | 17       | 115   | 0    | Baleset    |
| 1921     | 17       | 16       | 15       | 91    | 0    | ?          |
| 1923     | 35       | 18       | 19       | 44    | 0    | ?          |
| 1924     | 3        | 4        | 5        | 200   | 0    |            |
| 1925     | 3        | 13       | 18       | 69    | 0    | ?          |
| 1926     | 16       | 7        | 12       | 136   | 0    |            |
| 1927     | 4        | 9        | 28       | 26    | 0    | ?          |
| 1933     | 68       | 19       | 22       | 158   | 0    | ?          |
| Összesen | Összesen | Összesen | Összesen | 815   | 0    |            |

| Indulás  | 4 |
| Pole p.  | 0 |
| Első sor | 0 |
| Győzelem | 0 |
| Top 5    | 1 |
| Top 10   | 2 |
| Kiesett  | 2 |